# Université de Tsukuba
L'université de Tsukuba (筑波大学, Tsukuba daigaku, couramment abrégée en Tsukubadai, 筑波大) est une université nationale japonaise, située à Tsukuba dans la préfecture d'Ibaraki.

## Historique
L'université a été fondée en 1973, par la relocalisation de l'université d'éducation de Tōkyō (東京教育大学, Tōkyō kyōiku daigaku) dans une zone occupant l'actuelle ville de Tsukuba (dont la création par fusion de villes ne remonte qu'à 1987).

## Composantes
L'université est structurée en facultés de 1er cycle (学群, gakugun), qui ont la charge des étudiants de 1er cycle universitaire, et en facultés de cycles supérieurs (研究科, kenkyūka), qui ont la charge des étudiants de 2e et 3e cycle universitaire.

### Facultés de1ercycle
L'université compte 9 facultés de 1er cycle (学群, gakugun).
- Faculté de sciences humaines et culturelles
- Faculté d'études sociales et internationales
- Faculté de sciences de la vie et de l'environnement
- Faculté des sciences de l'Homme
- Faculté de science et d'ingénierie
- Faculté d'informatique
- Faculté de médecine et de sciences médicales
- Faculté de sciences de la santé et d'éducation physique
- Faculté d'art et de design

### Facultés de cycles supérieur

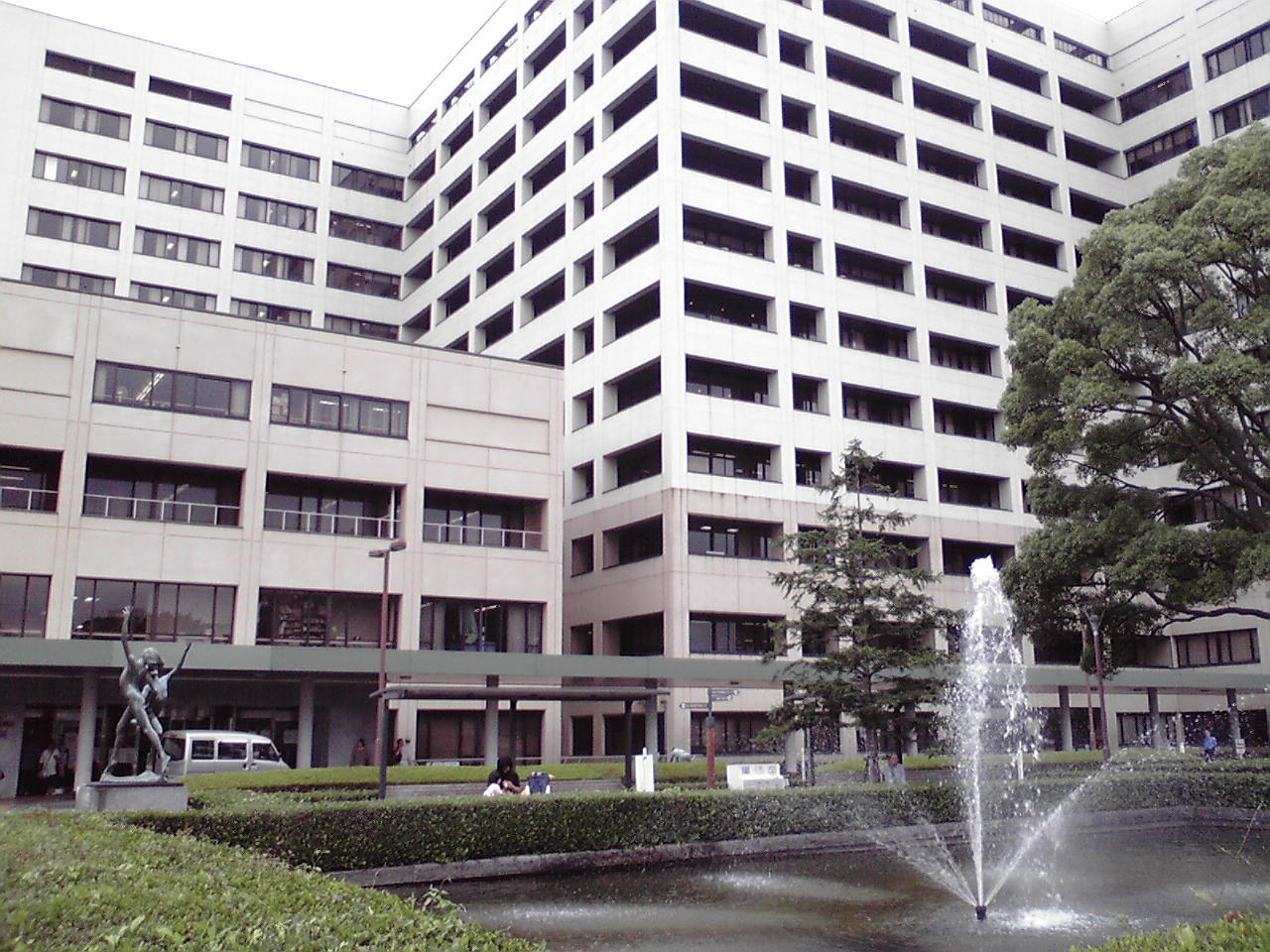
L'hôpital universitaire

L'université compte 8 facultés de cycles supérieurs (研究科, kenkyūka).
- Faculté d'éducation (limité au 2e cycle)
- Faculté de sciences humaines et sociales
- Faculté de sciences commerciales
- Faculté de sciences dures et de sciences appliquées
- Faculté d'ingénierie des systèmes et de l'information
- Faculté des sciences de la vie et de l'environnement
- Faculté de sciences humaines
- Faculté d'étude des médias, de l'information et des techniques de bibliothèques

## Personnalités liées à l'université

### Enseignants
- Leo Esaki, prix Nobel de physique 1973
- Hideki Shirakawa, prix Nobel de chimie 2000
- Sin-Itiro Tomonaga, prix Nobel de physique 1965

### Étudiants
- Isabelle Moins, dirigeant d'entreprise, originaire de Châlus.
- Nanae Aoyama, prix Akutagawa 2006.
- Saki Kumagai, footballeuse internationale.
- Kenki Fukuoka, rugbyman international.
- Emma Haruka Iwao, informaticienne japonaise.
- Kaoru Mitoma, footballeur international.
- Hanako Jimi, pédiatre et femme politique japonaise.
- Hisahito d'Akishino, actuel héritier présomptif de la Couronne japonaise[3].